# Гент — Вевельгем (женский)
Гент — Вевельгем (нидерл. Gent-Wevelgem, Гент — Вевелгем, официальное название нидерл. Gent-Wevelgem in Flanders Fields, Гент — Вевельгем по Фландрийским полям) — шоссейная однодневная велогонка, проходящая по территории Бельгии с 2012 года. Является женской версией мужской гонки Гент — Вевельгем.

## История
Гонка была создана в 2012 году и изначально проводилась в рамках национального календаря. В 2014 году стала проходить в рамках Женского мирового шоссейного календаря UCI.
В 2016 году вошла в календарь только что созданного Женского мирового тура UCI.
Маршрут гонки проходит по Западной Фландрии. Старт располагается в Ипре или его окрестностях откуда по меняющемуся каждый год примерно 50-километровому маршруту дистанция идёт в расположенный в 10 км по прямой Кеммел.  В районе Кеммела располагаются категорийные подъёмы,  в том числе с брусчатым покрытием Постоянными из них являются Baneberg, Monteberg и Kemmelberg. Все они могут преодолеваться по два раза. В общей сложности во время гонки следует преодолеть от 5 до 7 категорийных подъёмов. Между подъёмами могу присутствовать несколько мощённых участков. После Кеммела дистанция следует обратно в Ипр (примерно 10—15 км), а оттуда в Вевелгем (ещё 25 км), где располагается финиш гонки. Дистанция гонки изначально была в районе 155 км, с 2017 года она увеличилась и стала составлять больше 140 км.
Проводится на тот же день что и мужская гонка.

## Призёры
| Год  | Победитель         | Второй            | Третий                    |
| ---- | ------------------ | ----------------- | ------------------------- |
| 2012 | Элизабет Армитстед | Ирис Слаппендел   | Джесси Дамс               |
| 2013 | Кирстен Вилд       | Санне ван Паассен | Келли Дрёйтс              |
| 2014 | Лорен Холл         | Яннеке Энсинг     | Вера Коедодер             |
| 2015 | Флортье Макай      | Яннеке Энсинг     | Хлоя Хоскинг              |
| 2016 | Хантал Блак        | Лиза Бреннауэр    | Люсинда Бранд             |
| 2017 | Лотта Лепистё      | Жольен Д'Ор       | Корин Ривера              |
| 2018 | Марта Бастианелли  | Жольен Д'Ор       | Лиза Кляйн                |
| 2019 | Кирстен Вилд       | Лорена Вибес      | Летиция Патерностер       |
| 2020 | Жольен Д'Ор        | Лотте Копеки      | Лиза Бреннауэр            |
| 2021 | Марианна Вос       | Лотте Копеки      | Лиза Бреннауэр            |
| 2022 | Элиза Бальзамо     | Марианна Вос      | Мария Джулия Конфалоньери |
| 2023 | Марлен Рёссер      | Меган Джастрэб    | Майке ван дер Дюн         |
| 2024 | Лорена Вибес       | Элиза Бальзамо    | Кьяра Консонни            |
| 2025 | Лорена Вибес       | Элиза Бальзамо    | Шарлотта Кол              |